# Gran Premio di Gran Bretagna 1954
Il Gran Premio di Gran Bretagna 1954 fu la quinta gara della stagione 1954 del Campionato mondiale di Formula 1, disputata il 17 luglio sul Circuito di Silverstone. La manifestazione vide la seconda ed ultima vittoria in carriera di José Froilán González su Ferrari, seguito dal compagno di squadra Mike Hawthorn e dal giovane Onofre Marimon su Maserati, al secondo ed ultimo podio in carriera.

## Vigilia
È stato il Gran Premio di debutto in Formula 1 per la Vanwall.

## Qualifiche
| Pos | N° | Pilota                | Auto                    | Squadra                   | Tempo  | Distacco |
| --- | -- | --------------------- | ----------------------- | ------------------------- | ------ | -------- |
| 1   | 1  | Juan Manuel Fangio    | Mercedes W196           | Daimler-Benz              | 1:45.0 | -        |
| 2   | 9  | José Froilán González | Ferrari 625             | Scuderia Ferrari          | 1:46.0 | +1.0     |
| 3   | 11 | Mike Hawthorn         | Ferrari 625             | Scuderia Ferrari          | 1:46.5 | +1.5     |
| 4   | 7  | Stirling Moss         | Maserati 250F           | Privato                   | 1:47.0 | +2.0     |
| 5   | 17 | Jean Behra            | Gordini 16              | Equipe Gordini            | 1:48.0 | +3.0     |
| 6   | 2  | Karl Kling            | Mercedes W196           | Daimler-Benz              | 1:48.1 | +3.1     |
| 7   | 5  | Roy Salvadori         | Maserati 250F           | Gilby Engineering         | 1:48.4 | +3.4     |
| 8   | 10 | Maurice Trintignant   | Ferrari 625             | Scuderia Ferrari          | 1:48.6 | +3.6     |
| 9   | 8  | Ken Wharton           | Maserati 250F           | Owen Racing Organisation  | 1:49.5 | +4.5     |
| 10  | 6  | Prince Bira           | Maserati 250F           | Prince Bira               | 1:49.6 | +4.6     |
| 11  | 20 | Peter Collins         | Vanwall Special         | GA Vandervell             | 1:50.0 | +5.0     |
| 12  | 19 | André Pilette         | Gordini 16              | Equipe Gordini            | 1:51.0 | +6.0     |
| 13  | 18 | Clemar Bucci          | Gordini 16              | Equipe Gordini            | 1:52.0 | +7.0     |
| 14  | 12 | Reg Parnell           | Ferrari 625             | Scuderia Ambrosiana       | 1:52.1 | +7.1     |
| 15  | 14 | Robert Manzon         | Ferrari 625             | Ecurie Rosier             | 1:52.5 | +7.5     |
| 16  | 3  | Harry Schell          | Maserati 250F           | Privato                   | 1:53.0 | +8.0     |
| 17  | 25 | Don Beauman           | Connaught A-Lea-Francis | Sir Jeremy Boles          | 1:55.0 | +10.0    |
| 18  | 29 | Bob Gerard            | Cooper T23-Bristol      | Privato                   | 1:55.3 | +10.3    |
| 19  | 22 | Bill Whitehouse       | Connaught A-Lea-Francis | Privato                   | 1:56.0 | +11.0    |
| 20  | 28 | Horace Gould          | Cooper T23-Bristol      | Gould's Garage            | 1:56.7 | +11.7    |
| 21  | 24 | John Riseley-Prichard | Connaught A-Lea-Francis | RRC Walker Racing Team    | 1:57.0 | +12.0    |
| 22  | 23 | Leslie Marr           | Connaught A-Lea-Francis | Privato                   | 1:57.3 | +12.3    |
| 23  | 26 | Leslie Thorne         | Connaught A-Lea-Francis | Ecurie Ecosse             | 1:57.8 | +12.8    |
| 24  | 21 | Peter Whitehead       | Cooper T24-Alta         | Privato                   | 1:59.0 | +14.0    |
| 25  | 30 | Eric Brandon          | Cooper T23-Bristol      | Ecurie Richmond           | 1:59.7 | +14.7    |
| 26  | 27 | Alan Brown            | Cooper T23-Bristol      | RJ Chase                  | 2:00.0 | +15.0    |
| 27  | 32 | Luigi Villoresi       | Maserati 250F           | Officine Alfieri Maserati | 2:02.0 | +17.0    |
| 28  | 33 | Onofre Marimon        | Maserati 250F           | Officine Alfieri Maserati | 2:02.6 | +17.6    |
| 29  | 30 | Rodney Nuckey         | Cooper T23-Bristol      | Ecurie Richmond           | -      | -        |
| 30  | 31 | Alberto Ascari        | Maserati 250F           | Officine Alfieri Maserati | -      | -        |
| 31  | 15 | Louis Rosier          | Ferrari 625             | Ecurie Rosier             | -      | -        |
| 32  | 4  | Roberto Mieres        | Maserati 250F           | Privato                   | -      | -        |

## Gara
Le Mercedes non riuscirono a replicare il successo conseguito a Reims, anche se Fangio stabilì il giro più veloce di sempre a Silverstone, abbattendo la barriera delle 100 mph con una media di 100,35 mph. Sette piloti fecero segnare il tempo più veloce in gara a 1'50.0, dividendosi il punto in palio. Da segnalare la gara di Onofre Marimon: costretto a partire dal fondo dello schieramento a causa del ritardo nell'arrivo delle Maserati a Silverstone, conclude al terzo posto, riuscendo a risalire dal 28º al 6º posto nel corso del primo giro; si tratta rispettivamente del secondo maggior numero di posizioni guadagnate in un Gran Premio (25) e del maggior numero di posizioni guadagnate in un solo giro (22) da parte di un pilota nella storia della Formula 1 (500 Miglia di Indianapolis esclusa). Il compagno e connazionale Roberto Mieres, partito 32° e arrivato 6° stabilisce in questa stessa gara il record assoluto in questa speciale classifica, con un totale di 26 posizioni acquisite rispetto al via.
| Pos | N° | Pilota                         | Auto                    | Giri | Tempo/Causa Ritiro       | Pos. griglia | Punti |
| --- | -- | ------------------------------ | ----------------------- | ---- | ------------------------ | ------------ | ----- |
| 1   | 9  | José Froilán González          | Ferrari 625             | 90   | 2:56:14                  | 2            | 8.14  |
| 2   | 11 | Mike Hawthorn                  | Ferrari 625             | 90   | + 1:10                   | 3            | 6.14  |
| 3   | 33 | Onofre Marimon                 | Maserati 250F           | 89   | + 1 giro                 | 28           | 4.14  |
| 4   | 1  | Juan Manuel Fangio             | Mercedes W196           | 89   | + 1 giro                 | 1            | 3.14  |
| 5   | 10 | Maurice Trintignant            | Ferrari 625             | 87   | + 3 Giri                 | 8            | 2     |
| 6   | 4  | Roberto Mieres                 | Maserati 250F           | 87   | + 3 Giri                 | 32           |       |
| 7   | 2  | Karl Kling                     | Mercedes W196           | 87   | + 3 Giri                 | 6            |       |
| 8   | 8  | Ken Wharton                    | Maserati 250F           | 86   | + 4 Giri                 | 9            |       |
| 9   | 19 | André Pilette                  | Gordini 16              | 86   | + 4 Giri                 | 12           |       |
| 10  | 29 | Bob Gerard                     | Cooper T23-Bristol      | 85   | + 5 Giri                 | 18           |       |
| 11  | 25 | Don Beauman                    | Connaught A-Lea-Francis | 84   | + 6 Giri                 | 17           |       |
| 12  | 3  | Harry Schell                   | Maserati 250F           | 83   | + 7 Giri                 | 16           |       |
| 13  | 23 | Leslie Marr                    | Connaught A-Lea-Francis | 82   | + 8 Giri                 | 22           |       |
| 14  | 26 | Leslie Thorne                  | Connaught A-Lea-Francis | 78   | + 12 Giri                | 23           |       |
| 15  | 28 | Horace Gould                   | Cooper T23-Bristol      | 44   | + 46 Giri                | 20           |       |
| Ret | 7  | Stirling Moss                  | Maserati 250F           | 80   | Trasmissione             | 4            | 0.14  |
| Ret | 22 | Bill Whitehouse                | Connaught A-Lea-Francis | 63   | Sistema alim. carburante | 19           |       |
| Ret | 17 | Jean Behra                     | Gordini 16              | 54   | Sospensioni              | 5            | 0.14  |
| Ret | 5  | Roy Salvadori                  | Maserati 250F           | 53   | Trasmissione             | 7            |       |
| Ret | 6  | Prince Bira Ron Flockhart      | Maserati 250F           | 44   | Incidente                | 10           |       |
| Ret | 32 | Luigi Villoresi Alberto Ascari | Maserati 250F           | 40   | Motore                   | 27           |       |
| Ret | 24 | John Riseley-Prichard          | Connaught A-Lea-Francis | 40   | Incidente                | 21           |       |
| Ret | 12 | Reg Parnell                    | Ferrari 625             | 25   | Motore                   | 14           |       |
| Ret | 31 | Alberto Ascari                 | Maserati 250F           | 21   | Motore                   | 30           | 0.14  |
| Ret | 18 | Clemar Bucci                   | Gordini 16              | 18   | Incidente                | 13           |       |
| Ret | 20 | Peter Collins                  | Vanwall Special         | 16   | Motore                   | 11           |       |
| Ret | 14 | Robert Manzon                  | Ferrari 625             | 16   | Motore                   | 15           |       |
| Ret | 21 | Peter Whitehead                | Cooper T24-Alta         | 4    | Perdita olio             | 24           |       |
| Ret | 30 | Eric Brandon                   | Cooper T23-Bristol      | 2    | Motore                   | 25           |       |
| Ret | 15 | Louis Rosier                   | Ferrari 625             | 2    | Motore                   | 31           |       |
| DNS | 27 | Alan Brown                     | Cooper T23-Bristol      |      | Non partito              | 26           |       |
| DNS | 30 | Rodney Nuckey                  | Cooper T23-Bristol      |      | Non partito              | 29           |       |

## Statistiche

### Piloti
2ª e ultima vittoria per José Froilán González
- 2º e ultimo podio per Onofre Marimon
- 1º giro più veloce per Stirling Moss
- 1° e unico giro più veloce per Onofre Marimon
- 1º giro più veloce per Mike Hawthorn
- 1° e unico giro più veloce per Jean Behra
- 1º Gran Premio per Clemar Bucci, Horace Gould, Leslie Marr e Ron Flockhart
- 1° e unico Gran Premio per Don Beauman, John Riseley-Prichard, Leslie Thorne e Bill Whitehouse
- Ultimo Gran Premio per Reg Parnell, Peter Whitehead, Eric Brandon e Alan Brown

### Costruttori
- 18ª vittoria per la Ferrari
- 1° e unico giro più veloce per la Gordini
- 1º Gran Premio per la Vanwall

### Motori
- 18° vittoria per il motore Ferrari
- 1° e unico giro più veloce per il motore Gordini
- 1º Gran Premio per il motore Vanwall

### Pneumatici
- 27° vittoria per le gomme Pirelli
- 1º Gran Premio per le gomme Avon

### Giri al comando
- José Froilán González (1-90)

## Classifica Mondiale
| Pos | Pilota                | Punti |
| --- | --------------------- | ----- |
| 1   | Juan Manuel Fangio    | 28.14 |
| 2   | José Froilán González | 14.64 |
| 3   | Maurice Trintignant   | 11    |
| 4   | Bill Vukovich         | 8     |
| 5   | Mike Hawthorn         | 7.64  |
| 6   | Nino Farina           | 6     |
|     | Jimmy Bryan           | 6     |
|     | Karl Kling            | 6     |
| 9   | Jack McGrath          | 5     |
| 10  | Stirling Moss         | 4.14  |
|     | Onofre Marimon        | 4.14  |
| 12  | Robert Manzon         | 4     |
| 13  | Prince Bira           | 3     |
| 14  | Mike Nazaruk          | 2     |
|     | Luigi Villoresi       | 2     |
|     | André Pilette         | 2     |
|     | Élie Bayol            | 2     |
| 18  | Duane Carter          | 1.5   |
|     | Troy Ruttman          | 1.5   |
| 20  | Hans Herrmann         | 1     |
| 21  | Alberto Ascari        | 0.14  |
|     | Jean Behra            | 0.14  |